# عشق خالص
عشق خالص (انگلیسی: Distilled Love) یک فیلم کمدی صامت کوتاه آمریکایی به کارگردانی وین مور و ریچارد اسمیت است که در سال ۱۹۲۰ منتشر شد. از بازیگران این فیلم می‌توان به اولیور هاردی، ریچارد اسمیت، آلیس هاول، بیلی بوان، فی هولدرنس و جیمی اوبری اشاره کرد.
روزنامه فیلم دیلی در تاریخ ۱۱ آوریل ۱۹۲۰ نقدی عمدتاً مثبت درباره این فیلم نوشت:
«علاوه بر صحنه‌های متعددی که در آن‌ها حیوانات معمولی مزرعه دیده می‌شوند — صحنه‌هایی از آن نوع که همیشه جذاب‌اند — در این فیلم دو حلقه‌ای چند بخش طنزآمیز نیز وجود دارد که آن را در رده کمدی‌های موفق و پرجنب‌وجوش قرار می‌دهد. البته اتفاق‌ها کمی پراکنده به نظر می‌رسد و شاید نیاز به کوتاه شدن در برخی قسمت‌ها داشته باشد، اما در مجموع کاملاً احتمال دارد که مورد توجه قرار گیرد.»